# Sebež
Sebež (anche traslitterata come Sebezh) è una cittadina della Russia occidentale, situata nell'estrema parte sudoccidentale dell'oblast' di Pskov, a breve distanza dai confini con Lettonia e Bielorussia. È capoluogo del distretto omonimo.
Il villaggio compare nelle cronache nel 1414; ottenne status di città nel 1772.
La città è posta sulla linea ferroviaria tra Mosca e Riga.

## Società

### Evoluzione demografica
Fonte: mojgorod.ru
- 1897: 4.300
- 1926: 5.500
- 1939: 6.000
- 1959: 7.300
- 1970: 10.300
- 1989: 9.500
- 2002: 7.138
- 2006: 6.500